# Eros Poli
Eros Poli (Isola della Scala, 6 d'agost de 1963), va ser un ciclista italià que normalment treballava de gregari per als líders dels equips en què va formar, especialment com a preparador dels esprints de grans velocistes com Mario Cipollini.
Tot i ser un corredor d'equip, dedicat generalment a tasques secundàries, durant la quinzena etapa del Tour de França de 1994, i aprofitant que Cipollini, el seu cap de files, s'havia retirat de la cursa i que, per tant, no havia de dur a terme tasques d'equip, va protagonitzar una escapada en solitari que, de bon principi, semblava destinada al fracàs.
Quan va iniciar el seu demarratge, Poli era un dels últims a la classificació general del Tour, i els principals aspirants a la victòria no van donar importància al seu atac que, a més a més, tenia lloc a més de cent setanta quilòmetres de la línia d'arribada, tenint per davant l'emblemàtic port del Ventor, una muntanya que no s'adaptava gens a les seves característiques físiques (Poli fa 1,94 metres d'alçada, i el seu pes en aquell moment era de 85 quilos, per tant, cap muntanya mínimament destacada no s'adaptava a les seves característiques, i encara menys un port excepcional com aquell).
Poli però va perseverar en el seu intent, agafant un important avantatge sobre els seus perseguidors, i va arribar al peu de la muntanya amb prop de 16 minuts 20 segons de marge sobre el segon classificat i 23 minuts 45 segons sobre el pilot. Ara bé, al llarg del duríssim ascens del Ventor, va patir una forta "pàjara" (defalliment en l'argot ciclista) i va començar a perdre temps a marxes forçades. Tanmateix, amb una força de voluntat sobrehumana Poli es va sobreposar i va aconseguir mantenir-se sobre la bicicleta i arribar, després de 171 quilòmetres corrent en solitari, completament esgotat i plorant literalment d'emoció, en primera posició a línia d'arribada, amb un avantatge de 3 minuts 39 segons sobre el segon classificat, aconseguint la que sens dubte és la victòria més important de la seva trajectòria, i protagonitzant una gesta heroica que, indiscutiblement, forma part de la llegenda del ciclisme.
A part d'aquesta etapa del Tour, i d'alguna victòria en curses menors, Poli també havia format part de l'equip italià que havia obtingut la medalla d'or en la modalitat de curses per equips als Jocs Olímpics de Los Angeles, el 1984, juntament amb Claudio Vandelli, Marcello Bartalini i Marco Giovannetti.
En ser preguntat pels periodistes sobre quin volia que fos el seu epitafi, Poli va respondre "Aquí descansa Eros Poli, famós per ser alt i acabar últim al Giro d'Itàlia".
Actualment Poli regenta un bar de vins a la ciutat italiana de Verona.

## Palmarès
- 1984
  -  Medalla d'or als Jocs Olímpics d'Estiu de 1984 en la prova de 100 km contrarellotge per equips (amb Marcello Bartalini, Marco Giovannetti i Claudio Vandelli)
- 1985
  - 1r a la Coppa Caivano
- 1987
  -  Campió del món amateur de contrarellotge per equips (amb Roberto Fortunato, Mario Scirea i Flavio Vanzella)
- 1988
  - 1r al Gran Premi de la indústria i el comerç artesanal de Carnago
- 1994
  - Vencedor d'una etapa al Tour de França i 1r del Premi de la Combativitat
- 1998
  - 1r a Dun Le Palestel

### Resultats al Tour de França
- 1992. Abandona (7a etapa)
- 1994. 115è de la classificació general. Vencedor d'una etapa i 1r del Premi de la Combativitat
- 1995. 114è de la classificació general
- 1996. 127è de la classificació general
- 1997. 134è de la classificació general
- 1998. 86è de la classificació general

### Resultats al Giro d'Itàlia
- 1991. 129è de la classificació general
- 1992. 148è de la classificació general
- 1993. 131è de la classificació general
- 1994. 98è de la classificació general

### Resultats a la Volta a Espanya
- 1995. 105è de la classificació general